# Providence Park
O Providence Park (anteriormente Jeld-Wen Field ; PGE Park ; Civic Stadium ; originalmente Multnomah Stadium ; e de 1893 até a construção do estádio, Multnomah Field)  é um estádio específico de futebol, localizado em Goose Hollow, bairro de Portland, Oregon.
Existe de forma rudimentar desde 1893 e como estádio completo desde 1926.
Dois times de futebol profissionais jogam no estádio, o Portland Timbers da MLS e Portland Thorns FC da NWSL. O Portland State Vikings, time de futebol americano da NCAA Division I também utiliza o estádio.
O estádio já foi palco de vários grandes eventos esportivos, incluindo o Soccer Bowl de 1977, as Copas do Mundo Feminina de 1999 e 2003, o Triple-A All-Star Game de 2009, a Copa CONCACAF de Ouro de 2013, o MLS All-Star Game de 2014 e o 2015 NWSL Championship Game. A capacidade do estádio foi ampliada para 25.218 em 2019.
Originalmente, o parque era de propriedade do Multnomah Athletic Club e usado por suas equipes de esportes amadores. Na década de 1950, o time de beisebol da PCL Portland Beavers saiu do Vaughn Street Park para o que era conhecido como "Estádio Multnomah". Em 1966, a cidade comprou o estádio e o renomeou como "Civic Stadium". Foi renovado em 2001 para acomodar os Beavers, que não jogavam no estádio desde o início dos anos 90. Os direitos de nomeação do estádio foram comprados pela Portland General Electric e foram renomeados como "PGE Park". Em 2010, o parque passou por reformas novamente, desta vez para acomodar o Portland Timbers  e, um ano depois, os direitos sobre o nome do estádio foram vendidos, desta vez para Jeld-Wen . Em 2014, o nome foi alterado novamente para "Providence Park" depois que a Providence Health & Services comprou os direitos de nomenclatura. O estádio fica em um quarteirão retangular delimitado pela Southwest Morrison Street, Southwest 18th Avenue, o edifício Multnomah Athletic Club e Southwest Salmon Street e Southwest 20th Avenue.

## Descrição
O Providence Park é um estádio ao ar livre que abriga o MLS Portland Timbers, o NWSL Portland Thorns e o futebol da Portland State University Vikings . O estádio passou por uma reforma de US $ 31 milhões no final de 2010 e no início de 2011. O estádio é de propriedade da cidade de Portland e é gerenciado pela Peregrine Sports, LLC, a entidade proprietária da Timbers and Thorns.
O Multnomah Athletic Club, um clube atlético no centro de Portland que originalmente construiu o local, fica ao lado; as janelas do lado norte do prédio do clube têm vista para o campo.

## Equipes

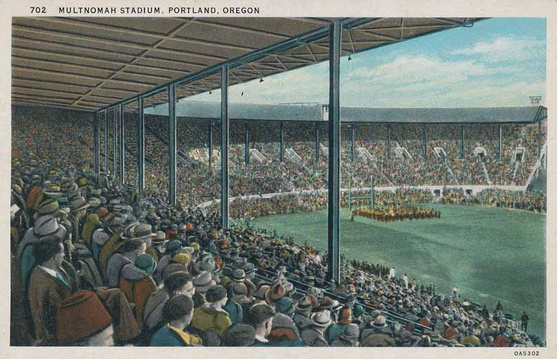
Antes da cidade comprar o estádio, ele era de propriedade do Multnomah Athletic Club

O estádio atualmente abriga o Portland Timbers da MLS, Portland Thorns FC de NWSL, e também é usado pelo Portland State University Vikings nos jogos iniciais de cada temporada.

### Ex-inquilinos
O time de beisebol da liga menor do Portland Beavers da Pacific Coast League (PCL) havia jogado alguns jogos no Multnomah Field durante 1905, quando o Vaughn Street Park foi temporariamente reconfigurado para sediar um evento de atletismo. Eles se mudaram para o Estádio Multnomah em 1956, depois de mais de meio século na Vaughn Street, um estádio de baseball de madeira que logo foi demolido. O gramado do campo de beisebol na Vaughn Street foi transferido para o novo local; O Civic Stadium instalou grama artificial em 1969.
O Providence Park  recebeu jogos de futebol desde que o Portland Timbers original foi fundado na North American Soccer League original em 1975. Várias versões da equipe chamaram o estádio de lar, incluindo a versão dos anos 80 na Western Soccer Alliance e a versão dos anos 2000 na USL First Division antes da formação do clube da MLS.

## História

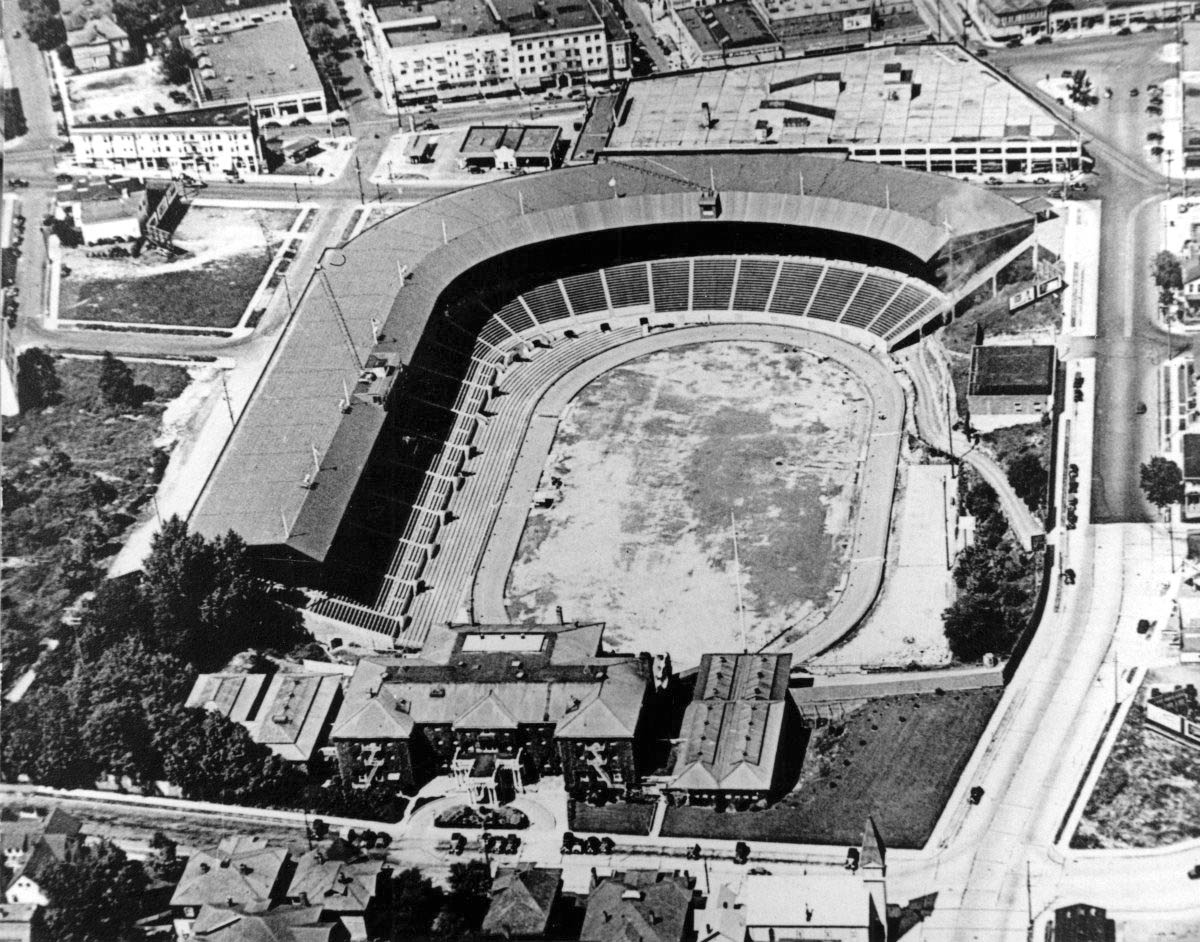
O estádio em 1940

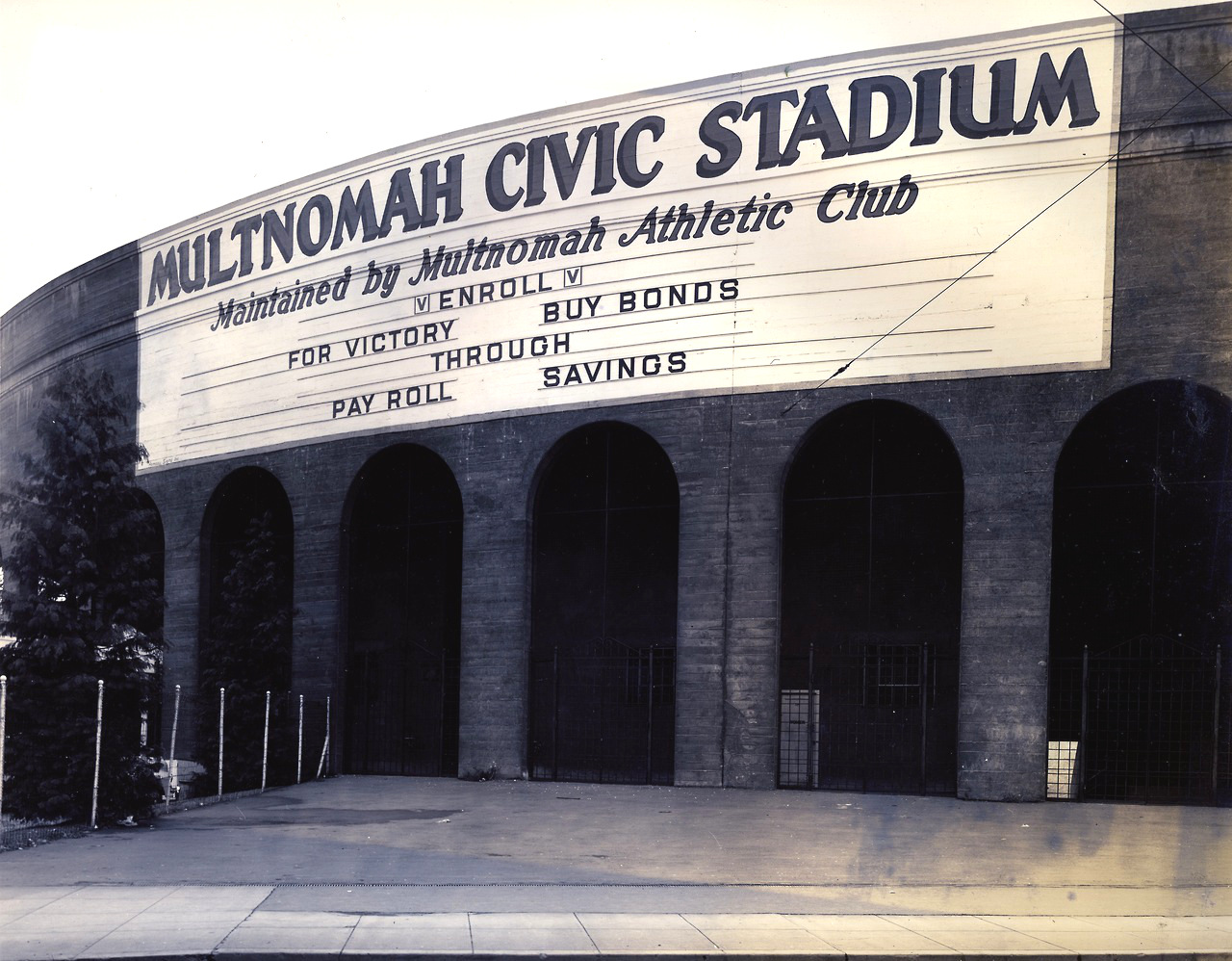
Providence Park (então conhecido como Multnomah Civic Stadium) fotografado em 1941

Desde 1893, o local abrigava o Multnomah Field, que consistia em campos esportivos com várias arquibancadas . O estádio foi construído em 1926 por US $ 502.000, pelo que agora é conhecido como Multnomah Athletic Club, que o nomeou Multnomah Civic Stadium .
O site foi usado para futebol americano universitário, partidas de críquete. O local também recebeu a coroação do Portland Rose Festival e uma aparição de quatro de julho pelo presidente Warren G. Harding .
Em 1956, o Portland Beavers mudou-se para o estádio depois que seu campo original, Vaughn Street Park, foi condenado. Em 1966, o Multnomah Athletic Club vendeu o estádio por US $ 2,1 milhões à cidade de Portland, que o renomeou como Civic Stadium .

### Renovações
Uma reforma de US $ 38,5 milhões ocorreu em 2001, aprimorando a área de assentos e saguões e adicionando novas suítes e assentos de clube de luxo . A reforma melhorou a solidez estrutural da instalação e introduziu um novo sistema de som. A renovação também inclui alguns recursos retroativos, como um placar eletrônico  operado manualmente. Nesse ponto, a PGE comprou os direitos de nomenclatura e tornou-se o PGE Park .
Em julho de 2009, após tentativas de encontrar um novo lar para uma franquia da MLS e de identificar um local para um novo lar para os Portland Beavers, o Conselho da Cidade de Portland aprovou uma renovação de US $ 31 milhões para preparar o PGE Park para a temporada de futebol da Major League Soccer de 2011, reconfigurando o estádio principalmente para futebol e futebol. A decisão levou à saída dos Beavers.
O estádio recém-reformado estreou em 14 de abril de 2011, quando o Timbers da Major League Soccer derrotou o Chicago Fire por 4 a 2. A presença anunciada nos jogos da Timbers em 2011 foi de 18.627, uma lotação esgotada.

## Eventos

### Futebol

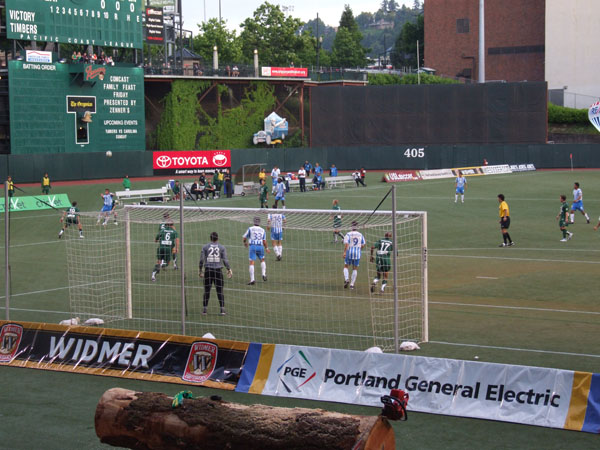
Jogo de futebol nos anos da USL, vendo a antiga configuração da parede oriental

Em 28 de agosto de 1977, o estádio foi sede do Soccer Bowl da North American Soccer League  entre o New York Cosmos e o Seattle Sounders, o último jogo oficial do Pelé . O Cosmos venceu o campeonato.
Em 7 de setembro de 1997, o estádio sediou uma partida de qualificação para a Copa do Mundo de Futebol entre a seleção nacional masculina dos Estados Unidos e a Costa Rica . Uma multidão estridente de 27.396 pessoas viu a equipe dos EUA vencer, por 1-0, em um gol de Tab Ramos aos 79 minutos.
O estádio foi palco de quatro partidas de grupo na Copa do Mundo Feminina de 1999 . O estádio também recebeu dois jogos do grupo, duas quartas de final e duas semifinais na Copa do Mundo Feminina de 2003 .
O Providence Park sediou o MLS All-Star Game de 2014 .

### Concertos
Em uma turnê de quatro dias no noroeste do Pacífico, em 2 de setembro de 1957, Elvis Presley se apresentou em um dos três primeiros shows de rock ao ar livre na história da música (Presley realizou o segundo em Vancouver, BC, Canadá, apenas alguns dias anteriormente, em 1 de setembro de 1957 no Empire Stadium, seu primeiro evento no Cotton Bowl, em Dallas RX, em 11 de outubro de 1956. O concerto criou histeria em massa e cerca de 14.600 pessoas assistiram ao concerto.

### Na cultura popular
Em 2010, o PGE Park foi um local de filmagem da segunda temporada da série de televisão Leverage . O episódio retrata uma equipe da liga menor fictícia de Massachusetts (onde a série foi ambientada), também conhecida como Beavers.

## Galeria

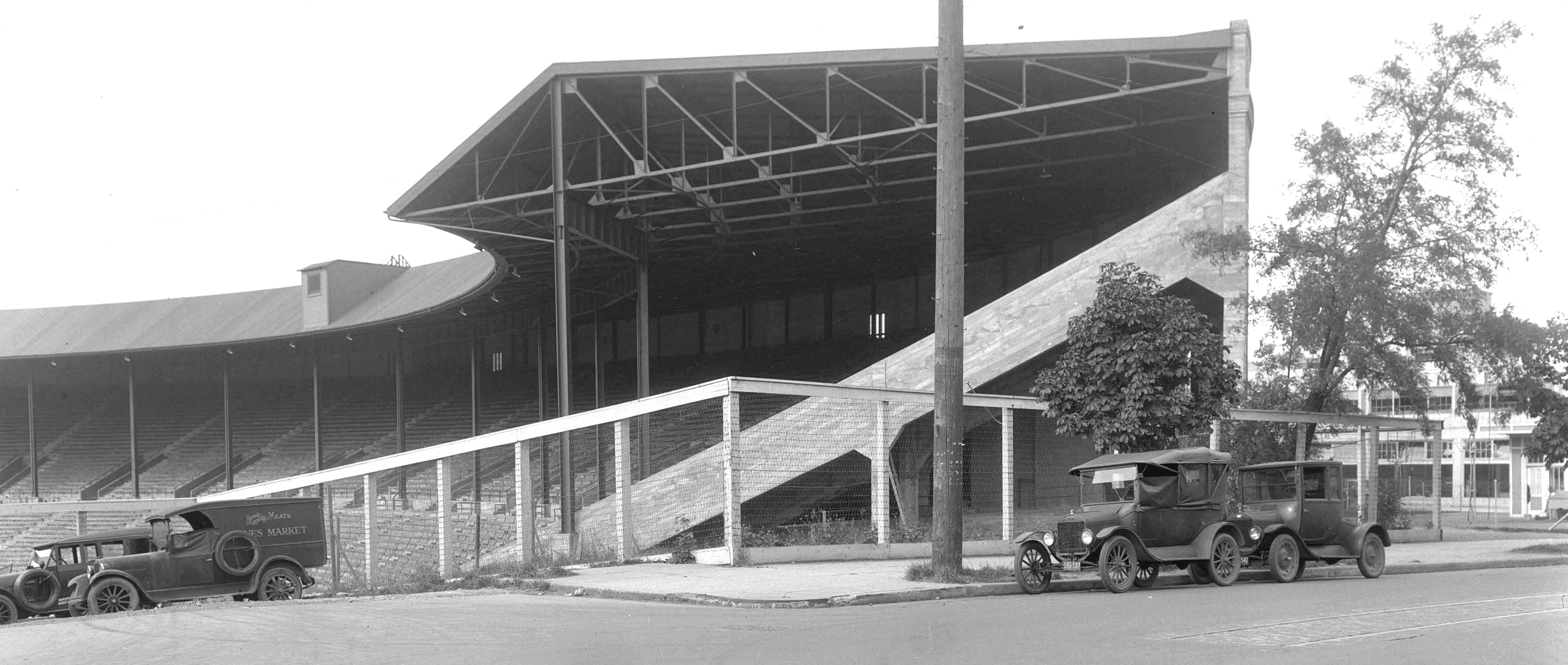
O parque fotografado da rua em 1930
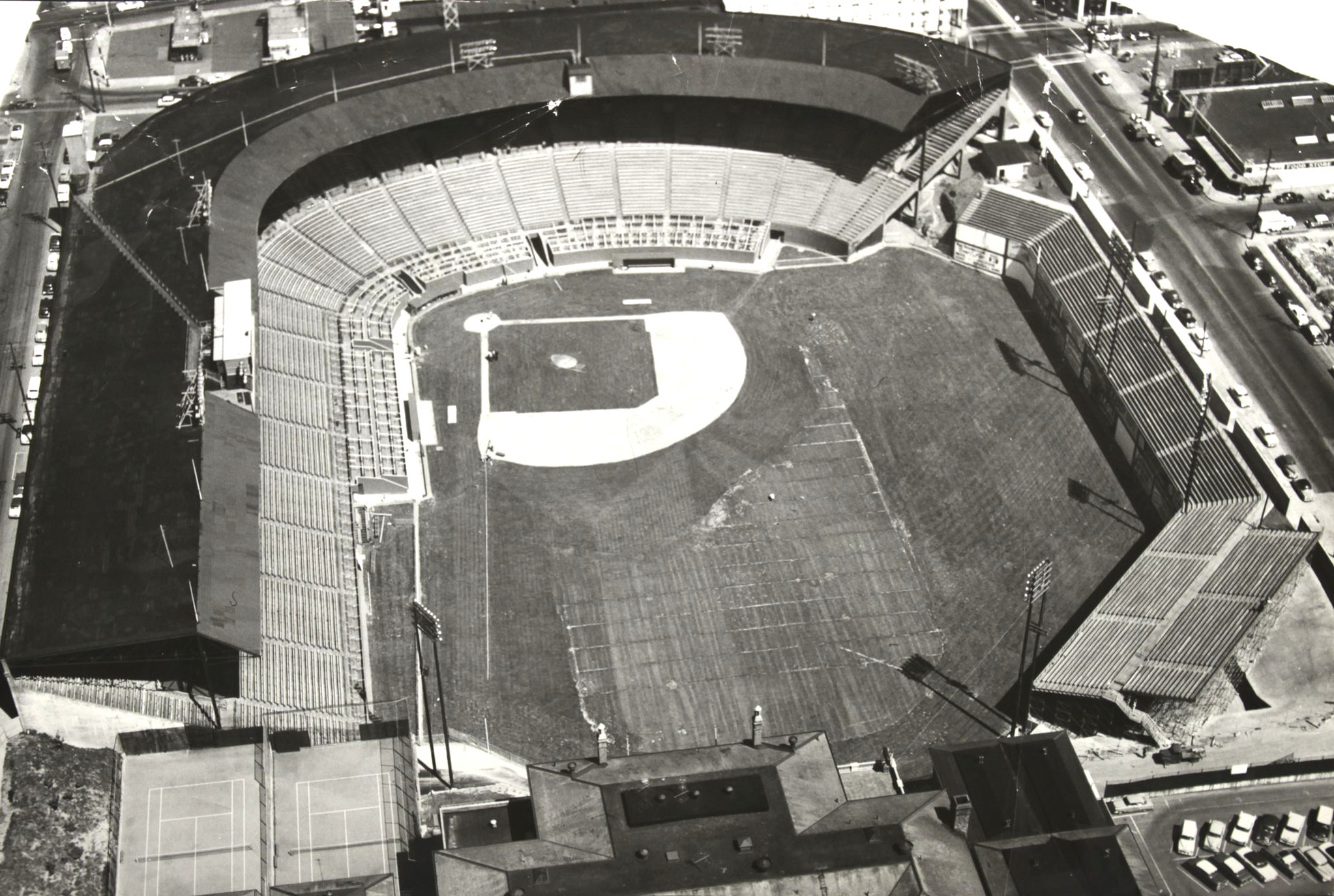
Vista aérea do parque em 1956
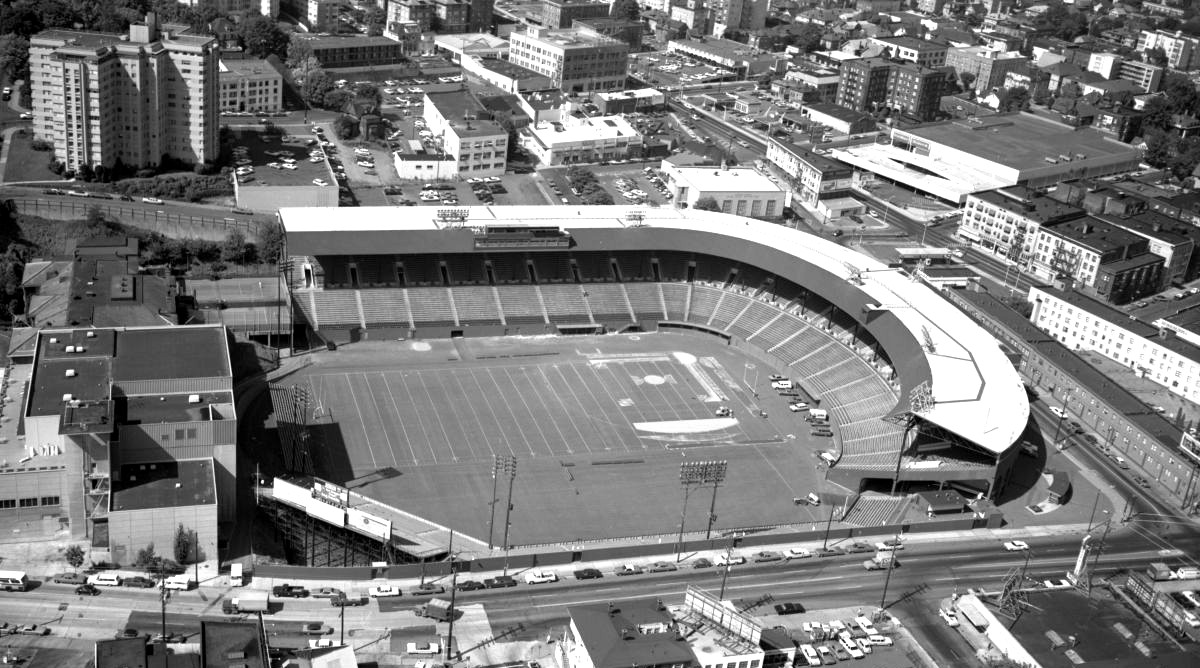
Vista aérea do parque em 1969
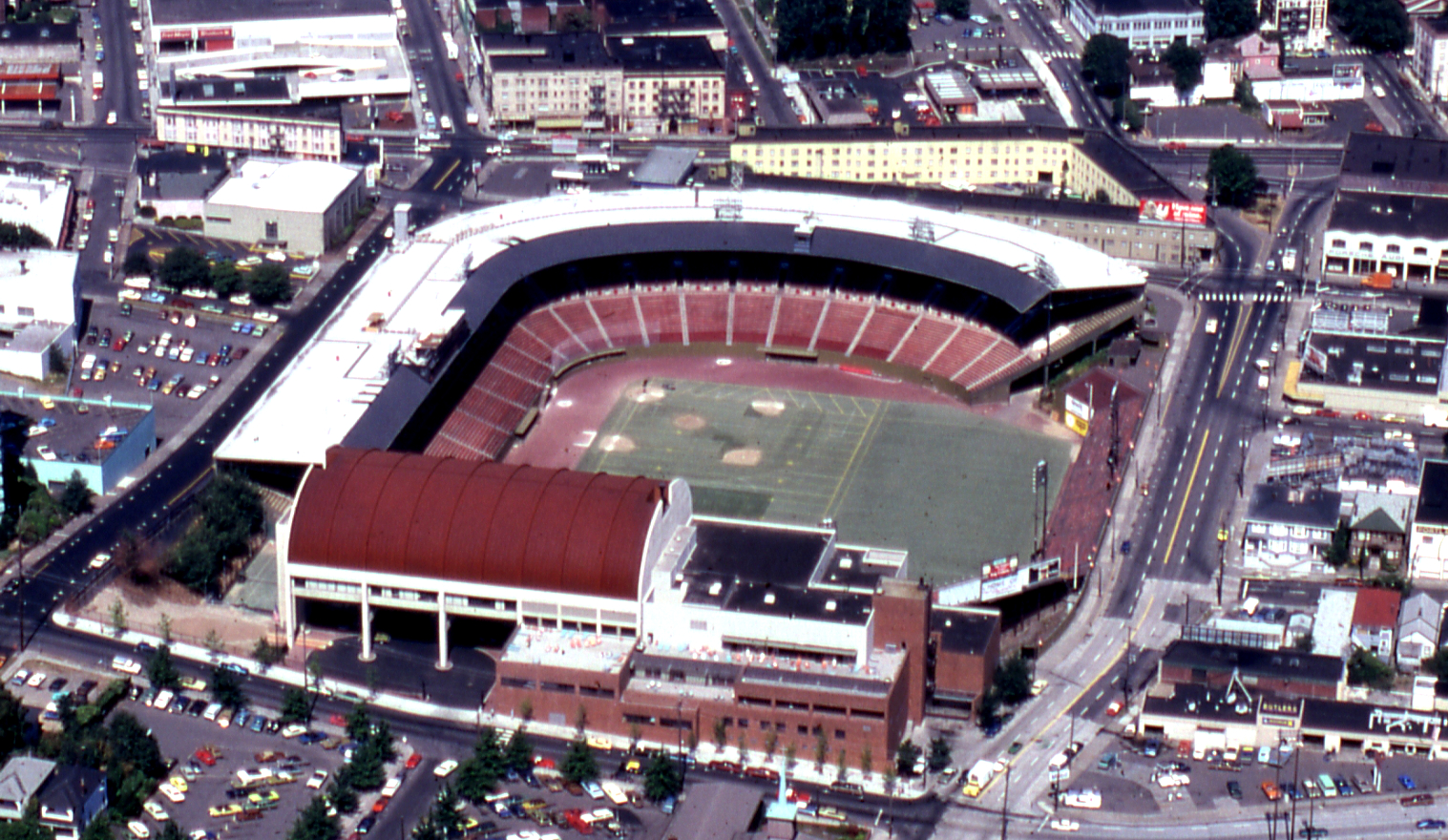
Vista aérea do parque em 1974
O parque fotografou em direção ao extremo norte em 1974
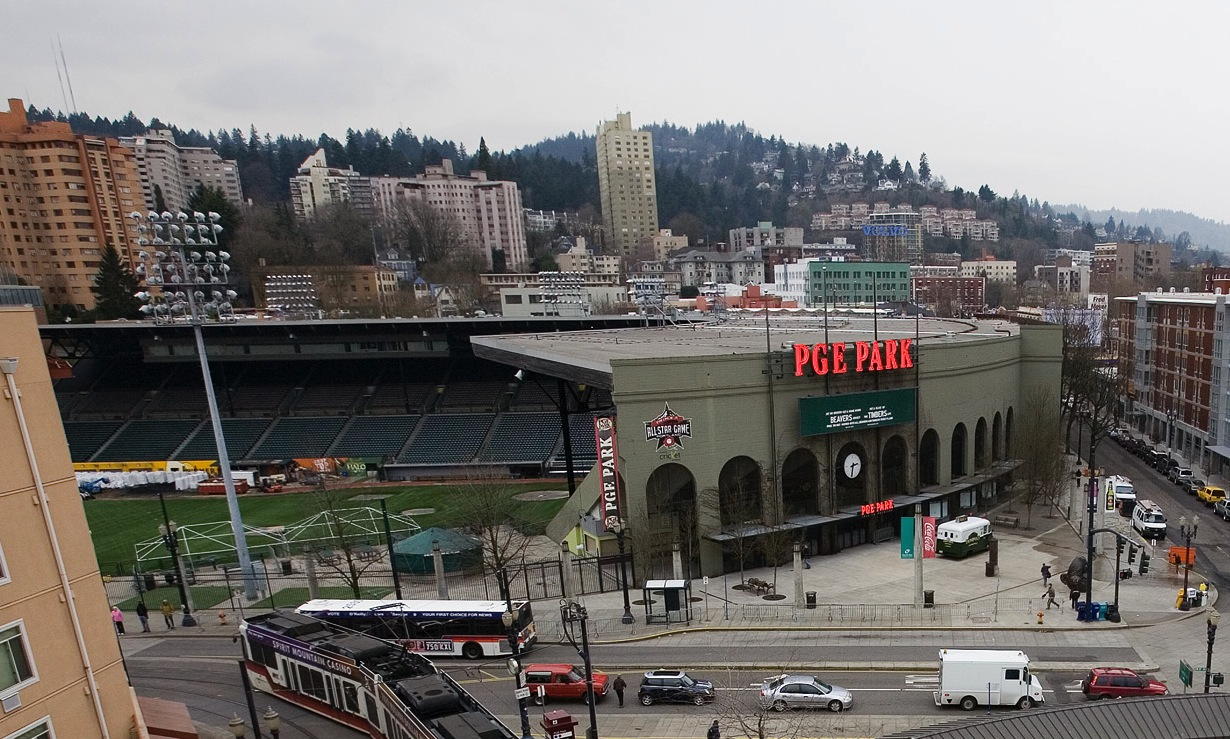
A entrada leste do parque em 2008
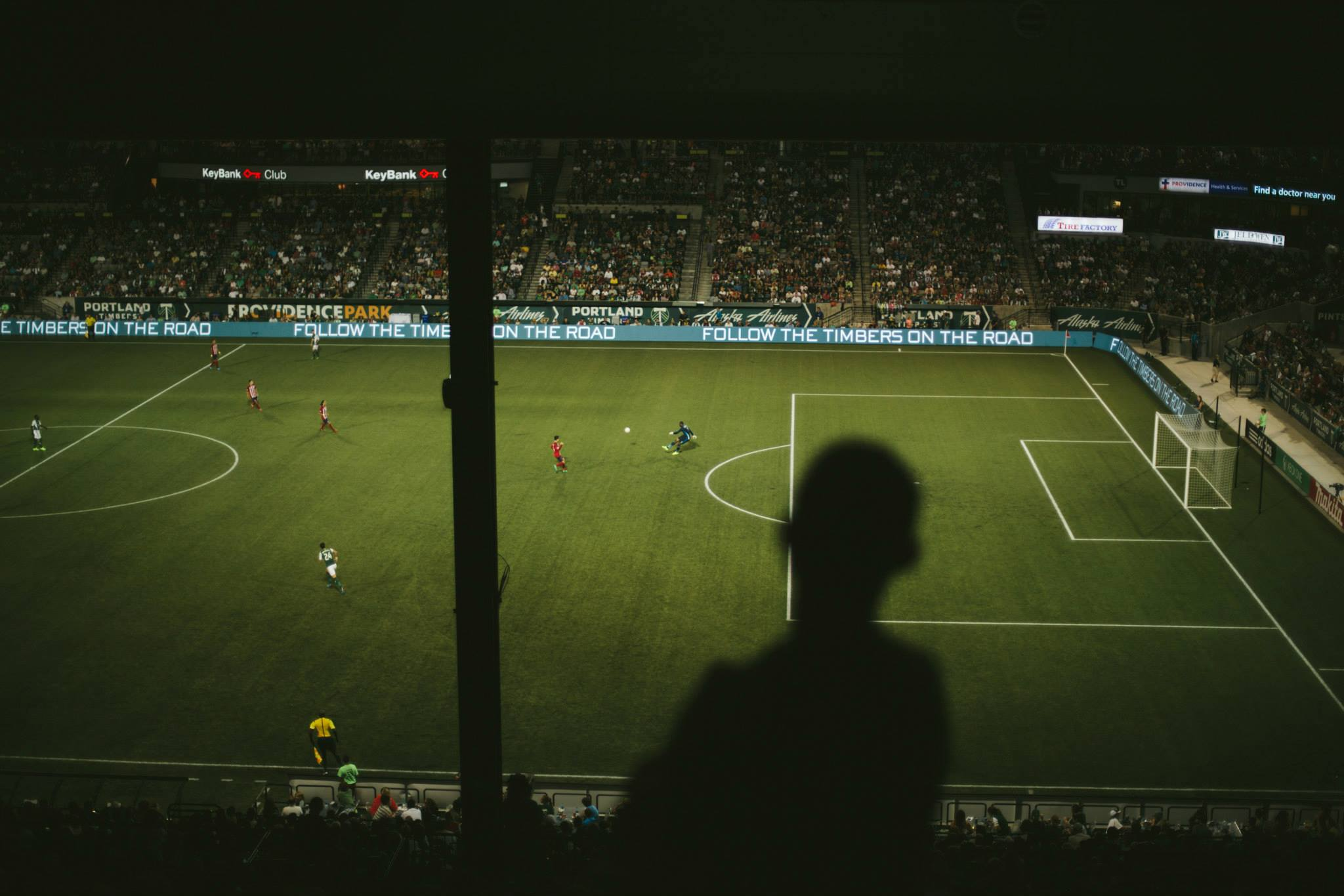
Um homem assiste a uma partida de madeiras em 2014